# Župní náměstí
Župní náměstí je náměstí ve Starém Městě v Bratislavě.
Nachází se v blízkosti Kapucínské ulice, Náměstí SNP a Obchodní ulice. V roce 2006 bylo kompletně zrekonstruované spolu s ostatními ulicemi v historickém centru a při této příležitosti zde byla objevena stará studna, která byla také zrekonstruována a nasvícena. Na náměstí se nachází známý kostel Trinitářů.
Vedle náměstí vede hlavní tramvajová trať spojující okrajové části města, jinak se náměstí nachází v tzv. měkké pěší zóně. Na Župním náměstí stojí i druhá, starší budova Národní rady SR.

## Galerie

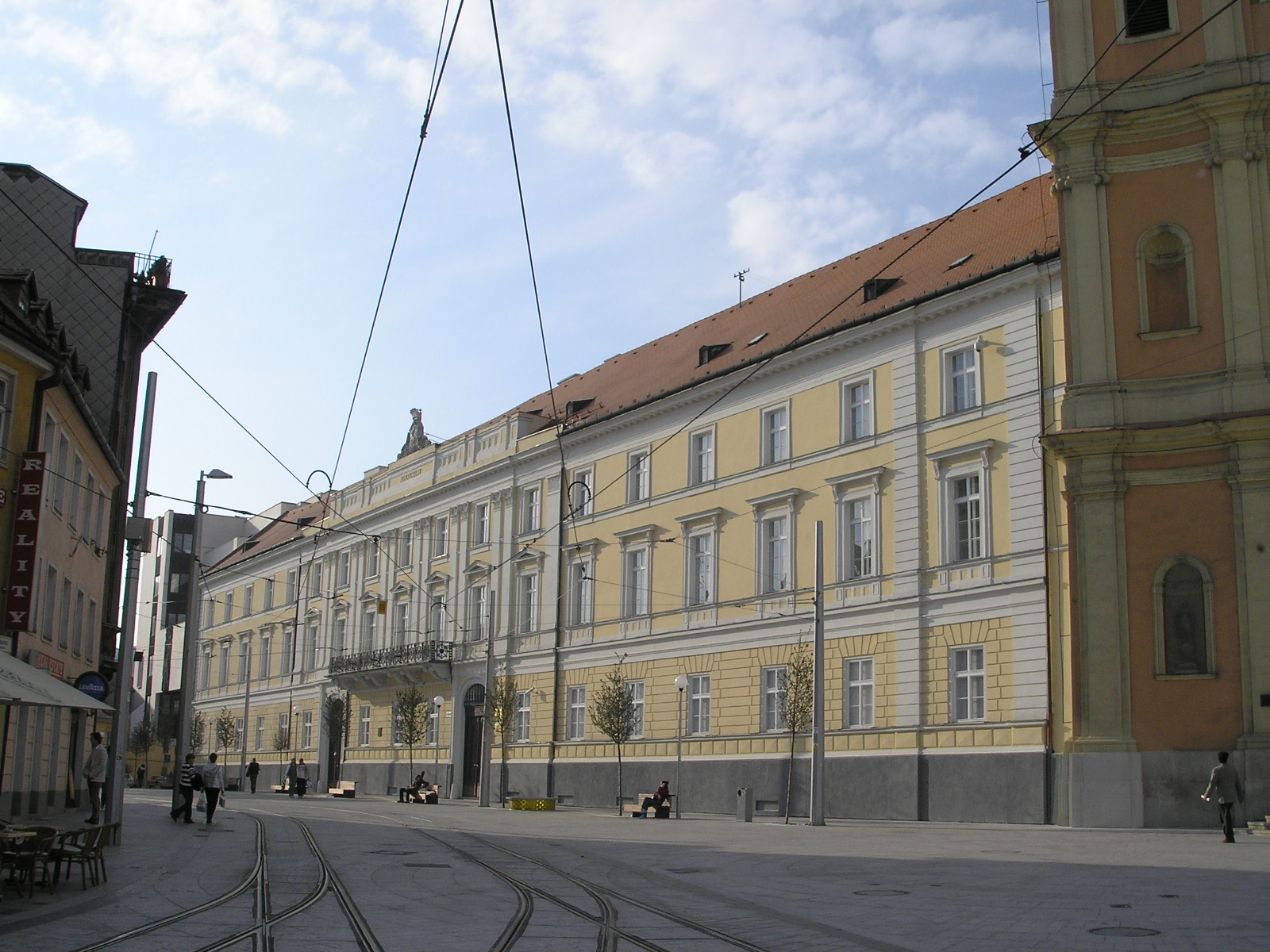
Historické budovy při náměstí a kostele
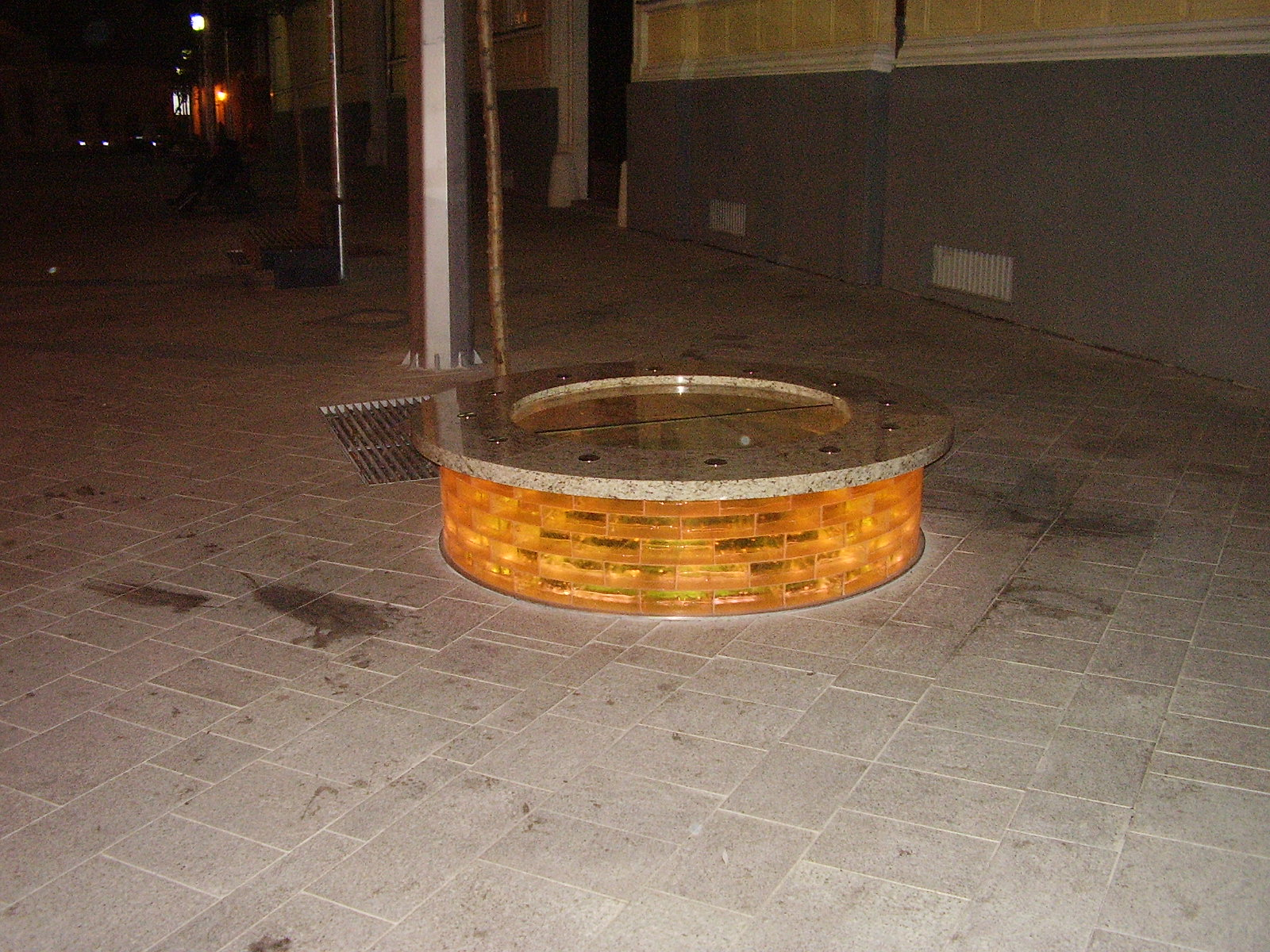
Studna, která byla objevena při rekonstrukci náměstí